# Teorema de Coleman–Mandula
Na física teórica, o teorema de Coleman–Mandula é um teorema de impossibilidade e foi descoberto pelos físicos Sidney Coleman e Jeffrey Mandula. Ele estabelece que a única quantidade conservada de energia com um intervalo de massa numa teoria realista deve ser um escalar de Lorentz.

## Definição
Toda teoria quântica de campos que satisfaça certos pressupostos a cerca de sua matriz-S que possuam interações não triviais devem obedecer a álgebra de Lie simétrica, a qual sempre será um produto direto do grupo de Poincaré com um grupo interno se houver um intervalo de massa.
A supersimetria poderia ser considerada uma possível exceção a este teorema, já que ela possui geradores adicionais que não são necessariamente escalares mas sim espinores. Isso, no entanto, deve-se ao fato de que a supersimetria é uma superálgebra de Lie e não uma álgebra de Lie. O teorema correspondente que explica o intervalo de massa para a supersimetria é o teorema de Haag-Lopuszanski-Sohnius.